# Das architektonische Werk von Le Corbusier (Welterbe)
Unter der Bezeichnung Das architektonische Werk von Le Corbusier – ein herausragender Beitrag zur „Modernen Bewegung“ fasst die UNESCO herausragende Werke des schweizerisch-französischen Architekten und Stadtplaners Le Corbusier zu einem transnationalen, seriellen Weltkulturerbe zusammen. Die 17 ausgewählten Objekte stellen exemplarisch die Entwicklung der neuen architektonischen Ausdruckssprache der Moderne während des 20. Jahrhunderts dar. Die Werke entstanden über einen Zeitraum eines halben Jahrhunderts, in einer Phase die Le Corbusier als „patient research“ (geduldige Suche bzw. geduldiges Forschen) beschrieb und sind über sieben Länder auf drei Kontinenten verteilt. Der Schwerpunkt liegt mit zehn Einzelobjekten in Frankreich, weitere vier Objekte kommen in Europa hinzu, davon zwei in der Schweiz und je eines in Belgien und Deutschland, außerhalb Europas sind Argentinien, Indien und Japan mit je einer Stätte beteiligt. Die Einschreibung in die Liste des Welterbes erfolgte auf der 40. Sitzung des Welterbekomitees am 17. Juni 2016.

## Entwicklung bis zur Einschreibung
Im Januar 2008 trug Frankreich vierzehn Gebäude und Anlagen von Le Corbusier in die französische Tentativliste zur Anmeldung von Welterbestätten der UNESCO ein. Dies ist Voraussetzung für ein Verfahren zur Anerkennung als Welterbestätte. Dem schlossen sich andere Mitgliedsstaaten der UNESCO an: Neun Werke Le Corbusiers aus sechs weiteren Ländern wurden als Kandidaten für die Aufnahme zum Weltkulturerbe unter dem Titel Das urbanistische und architektonische Werk von Le Corbusier (französisch Œuvre urbaine et architecturale de Le Corbusier) nominiert. Die Liste umfasste Bauwerke und Anlagen aus Argentinien, Belgien, Deutschland, Frankreich, Indien, Japan und der Schweiz.
Im Jahr 2009 entschied das Welterbekomitee, die Behandlung zu verschieben und empfahl eine Überarbeitung bis 2012. Sowohl für die getroffene Auswahl der Bauten als auch zu Le Corbusiers Einfluss auf Architektur und Städtebau des 20. Jahrhunderts solle die Begründung verbessert werden. Entsprechend wurde im Januar 2011 ein erneuter Antrag mit nur noch neunzehn Bauwerken und Anlagen eingereicht. Von den gestrichenen vier Objekten lagen zwei in Frankreich und zwei in der Schweiz. Aber auch diese Kandidatur fand nicht die Mehrheit des Komitees. Zur Begründung der Ablehnung hieß unter anderem, es sei noch nicht nachgewiesen, dass das Werk Le Corbusiers tatsächlich herausragende globale Bedeutung habe.
Auf der 40. Sitzung des Welterbekomitees am 17. Juni 2016 erfolgte dann jedoch die Einschreibung in die Liste des Welterbes. Die Welterbestätte umfasst 17 ausgezeichnete Bauten von Le Corbusier. Darunter befinden sich in Deutschland zwei Häuser der Stuttgarter Weißenhofsiedlung sowie in der Schweiz das Mehrfamilienhaus «Clarté» in Genf und die «Villa Le Lac», auch «Petite Maison» genannt, in Corseaux (Kanton Waadt).

## Liste der Einzelstätten
| Ref.-Nr. 1321- | Bild                                               | Name                                           | Ort, Region, Land                                             |
| -------------- | -------------------------------------------------- | ---------------------------------------------- | ------------------------------------------------------------- |
| 001            |                                                    | Maisons La Roche und Jeanneret (Standort)      | Paris, Île-de-France, Frankreich                              |
| 002            | Villa Le Lac                                       | Villa Le Lac am Genfer See (Standort)          | Corseaux, Kanton Waadt, Schweiz                               |
| 003            |                                                    | Cité Frugès (Standort)                         | Pessac, Aquitanien, Frankreich                                |
| 004            | Maison Guitte, Antwerpen                           | Maison Guiette (Standort)                      | Antwerpen, Flandern, Belgien                                  |
| 005            | Le Corbusier & P. Jeanneret, Doppelhaus            | Häuser in der Weißenhofsiedlung (Standort)     | Stuttgart, Baden-Württemberg, Deutschland                     |
| 006            | Villa Savoye, Poissy                               | Villa Savoye et loge du jardinier (Standort)   | Poissy, Île-de-France, Frankreich                             |
| 007            | Immeuble Clarte, Genf                              | Immeuble Clarté (Standort)                     | Genf, Kanton Genf, Schweiz                                    |
| 008            |                                                    | Immeuble locatif à la Porte Molitor (Standort) | Boulogne-Billancourt, Île-de-France, Frankreich               |
| 009            |                                                    | Unité d’habitation de Marseille (Standort)     | Marseille, Provence-Alpes-Côte d’Azur, Frankreich             |
| 010            | BW                                                 | Manufacture à Saint-Dié (Standort)             | Saint-Dié-des-Vosges, Lothringen, Frankreich                  |
| 011            | Casa Curutchet, La Plata                           | Casa Curutchet (Standort)                      | La Plata, Provinz Buenos Aires, Argentinien                   |
| 012            | Chapelle Notre-Dame-du-Haut in Ronchamp, Nordseite | Chapelle Notre-Dame-du-Haut (Standort)         | Ronchamp, Franche-Comté, Frankreich                           |
| 013            | Wochenendhäuschen Le Corbusiers                    | Cabanon de Le Corbusier (Standort)             | Roquebrune-Cap-Martin, Provence-Alpes-Côte d’Azur, Frankreich |
| 014            | Parlamentsgebäude, Chandigarh                      | Complexe du Capitole (Standort)                | Chandigarh, Punjab und Haryana, Indien                        |
| 015            | Koster Sainte-Marie de La Tourette, Éveux          | Kloster Sainte-Marie de la Tourette (Standort) | Éveux, Rhône-Alpes, Frankreich                                |
| 016            | Nationalmuseum für westliche Kunst                 | Nationalmuseum für westliche Kunst (Standort)  | Taitō, Präfektur Tokio, Japan                                 |
| 017            |                                                    | Maison de la Culture de Firminy (Standort)     | Firminy, Rhône-Alpes, Frankreich                              |